# ريتشارد دراوز
 (April 2, 1894 – December 4, 1946) سياسي نازي وكايزلايتر هايلبرون. كان أيضًا عضوًا في الرايخستاغ من عام 1933 حتى انهيار الرايخ الثالث بعد الحرب العالمية الثانية.واحد من أكثر قادة الحزب النازي تعصبًا وعنفًا في الأيام الأخيرة من الحرب، تمت محاكمة دروز وإعدامه من قبل قوات الاحتلال الأمريكية بتهمة جرائم أرتكبت في عام 1946.

## حياة
ولد دراوز في هايلبرون في فورتمبرغ، نجل المسؤول البريدي كريستيان هاينريش دراوز (1865–1937) وفريدريك جوهانا ني ديديرير (1866–1938). كان والديه من عائلات Heilbronner vintner القديمة. بعد التحاقه بالمدرسة المتوسطة والثانوية في هايلبرون، أصبح مبتدئًا ميكانيكيًا. التحق بالجيش الألماني في بداية الحرب العالمية الأولى وتقدم إلى رتبة فيلدفيبل (رقيب) بحلول عام 1918. بعد الحرب درس في Hochschule Esslingen في إسلينغن آم نيكار ومن 1921 إلى 1928 عمل في Maschinenfabrik Esslingen كمهندس تبريد. هناك التقى فيلهلم المر، المحرض النازي الذي أصبح فيما بعد غاولايتر ثم الرايخشتاتالتر لولاية فورتمبيرغ الألمانية . في 1 أبريل 1928، انضم دراوز إلى الحزب النازي كعضو رقم 80730 وبعد ذلك بوقت قصير انتقل مع عائلته إلى دورتموند. عمله هناك غير واضح. 

## صعد إلى السلطة

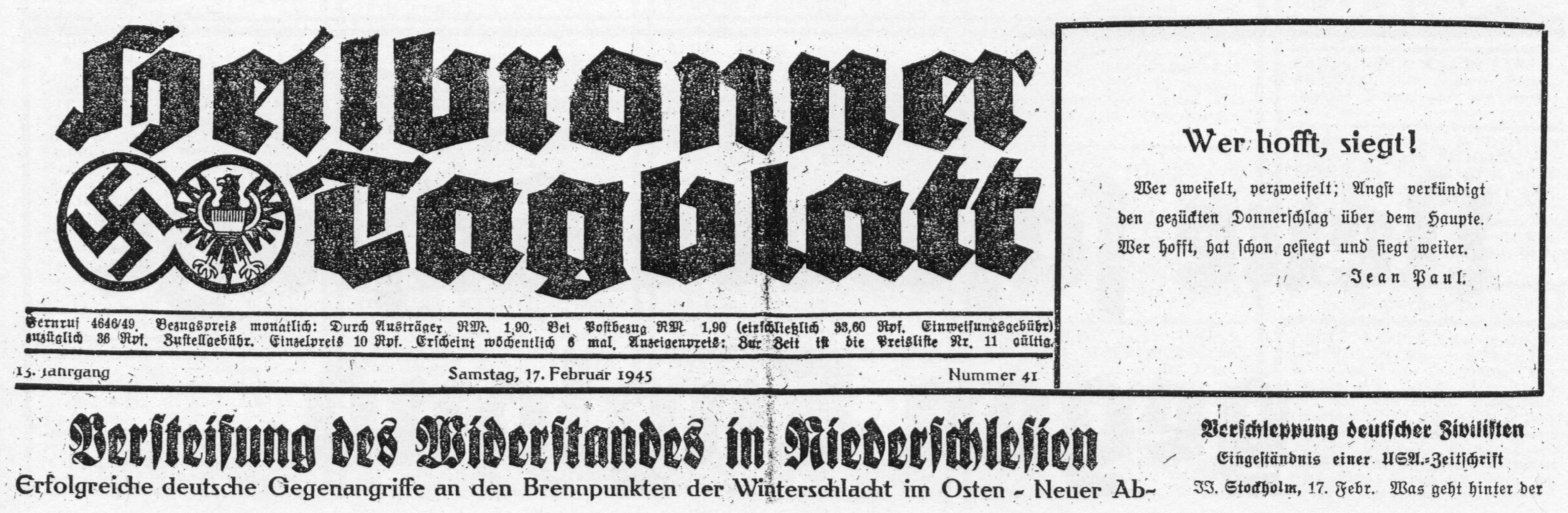

## روابط خارجية
- صفحة مفصلة ، مصورة على دراوز في mahnung-gegen-rechts.de
- صور ووثائق ريتشارد دراوز في تاريخ المدينة- Heilbronn.de
- ريتشارد دراوز في قاعدة بيانات أعضاء الرايخستاغ